# Maxillariella diuturna
Maxillariella diuturna är en orkidéart som först beskrevs av Oakes Ames och Charles Schweinfurth, och fick sitt nu gällande namn av Mario Alberto Blanco och Germán Carnevali. Maxillariella diuturna ingår i släktet Maxillariella och familjen orkidéer. Inga underarter finns listade i Catalogue of Life.